# ميرة علي
ميرة علي، ممثلة إماراتية دخلت المجال الفني عام 2010. من أهم مسرحياتها مسرحية بين الجد والهزل.

## أعمالها

### المسلسلات
- مانتفق
- طماشة 4
- الحرير والنار
- القياضة
- صمت البوح
- عام الجمر[2]
- زمن الطيبين
- فات الفوت

### أفلام
- مزرعة يدو
- قطرة دم[3]